# احمد سریوه
احمد سریوه (عربی: أحمد نواف عبد العزيز سريوة؛ زادهٔ ۲۳ ژانویهٔ ۱۹۹۴) بازیکن فوتبال اهل اردن است.
از باشگاه‌هایی که در آن بازی کرده است می‌توان به باشگاه فوتبال القادسیه عربستان سعودی و باشگاه ورزشی الوحدات اشاره کرد.
وی همچنین در تیم‌های ملی فوتبال زیر ۲۳ سال اردن، و اردن بازی کرده است.